# Peter Phillips (sportowiec)
Peter Robin Phillips (ur. 26 marca 1942) – australijski sportowiec, olimpijczyk.
Reprezentował Australię w podnoszeniu ciężarów na Letnich Igrzyskach Olimpijskich 1972, które odbyły się w Monachium.